# Diocese de Laval
A Diocese de Laval (Diœcesis Valleguidonensis) é uma circunscrição eclesiástica da Igreja Católica na França, pertencente à Região Eclesiástica do Oeste e à Conférence des évêques de France, sendo sufragânea da Arquidiocese de Rennes.

## Território
A Sé episcopal está na Catedral de Laval, no território no 53° Departamento de Mayenne e possui 31 paróquias. Em Pontmain encontra-se a catedral de Nossa Senhora da Oração.

## História
A diocese foi erguida em 30 de junho 1855 pegando uma porção de território da diocese de Le Mans e Angers, sendo sufragánea da Arquidiocese de Tours. Depois de 8 de dezembro de 2002, sendo uma grande reorganização das dioceses francesas, passou ser sufragánea da Arquidiocese de Rennes.

### Nossa Senhora de Pontmain
Segundo a tradição local, em 18 de janeiro de 1871 Nossa Senhora apareceu a quatro meninos, prometendo-lhes que a região seria afastada da guerra que aí estava chegando se eles começassem a orar à imagem que apareceu no céu: uma mulher com manto azul e nas mãos uma cruz latina vermelha sangrando. A promessa foi cumprida, e naquele lugar, Pontmain, foi erguida uma basílica, até hoje destino de peregrinos.

## Religiosos famosos da Diocese
- Victoire Brielle, a santa de Méral (1815-1847)

## Bispos de Laval depois la Lei de separação Igreja-Estado (1905)
|                 | Nome                                           | Período   | Notas                                |        |
| Bispos          | Bispos                                         | Bispos    | Bispos                               | Bispos |
| --------------- | ---------------------------------------------- | --------- | ------------------------------------ | ------ |
| 16º             | Matthieu Dupont                                | 2024-     | Atual                                |        |
| 15°             | Thierry Scherrer                               | 2008-2023 | Nomeado Bispo de Perpignan-Elne      |        |
| 14º             | Armand Maillard                                | 1996-2007 | Nomeado Arcebispo de Bourges         |        |
| 13º             | Louis-Marie Billé                              | 1984-1995 | Nomeado Arcebispo de Aix-en-Provence |        |
| 12°             | Paul-Louis Carrière                            | 1970-1984 |                                      |        |
| 11º             | Charles-Marie-Jacques Guilhem                  | 1962-1969 |                                      |        |
| 10º             | Maurice-Paul-Jules Rousseau                    | 1950-1962 |                                      |        |
| 9°              | Paul-Marie-André Richaud                       | 1938-1950 | Nomeado Arcebispo de Bordeaux        |        |
| 8º              | Joseph-Jean-Yves Marcadé                       | 1936-1938 |                                      |        |
| 7º              | Eugène Jacques Grellier                        | 1906-1936 |                                      |        |
| 6°              | Pierre-Joseph Geay                             | 1896-1904 |                                      |        |
| 5º              | Jules Cléret                                   | 1889-1895 |                                      |        |
| 4º              | Louis-Victor-Emile Bougaud                     | 1887-1888 |                                      |        |
| 3°              | Victor Maréchal                                | 1887      |                                      |        |
| 2º              | Jules-Denis-Marie-Dieudonné Le Hardy du Marais | 1876-1886 |                                      |        |
| 1º              | Casimir-Alexis-Joseph Wicart                   | 1855-1876 |                                      |        |
| Bispo coadjutor |                                                |           |                                      |        |
|                 | Paul-Louis Carrière                            | 1968-1969 |                                      |        |
|                 | Charles-Marie-Jacques Guilhem                  | 1959-1962 |                                      |        |